# Julius Henniger

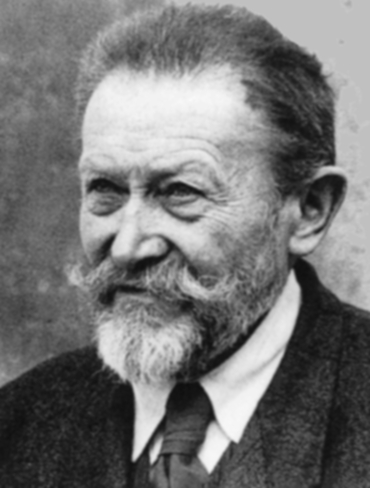
Julius Henniger (Mitte 1950er), Fotografie von seinem Sohn Otto Henniger.

Julius Henniger (* 12. Februar 1878 in Leipzig, Sachsen; † 11. Juni 1971 in Maximiliansau, Pfalz) war ein deutscher Ornithologe, Lehrer, Autor und Nestor der deutschen Farbenkanarienzucht.
Von 1898 bis 1900 studierte er an der Handelshochschule Leipzig mit dem Abschluss Diplomkaufmann und arbeitete dann als Hauslehrer in Hamburg. Ab 1901 war er als Kolonialbeamter auf Samoa, dem damaligen deutschen Schutzgebiet, tätig. Mit Ausbruch des Ersten Weltkrieges wurde er auf Neuseeland zivilinterniert. Nach seiner Entlassung blieb er in Auckland, der größten Handelsstadt Neuseelands, und war dort von 1920 bis 1935 als selbständiger Kaufmann tätig. 1935 kam er zurück nach Leipzig und zog Mitte Dezember 1960 in seine endgültige Wohnung in Maximiliansau.

## Wirken
Als 15-jähriger Schüler begann er sich mit der Vogelzucht zu beschäftigen. Anfangs mit der Mischlingszucht zwischen Kanarienvögeln und Stieglitz, Grünfink, Bluthänfling und Erlenzeisig.
Auf Samoa beobachtete und erforschte er in seiner Freizeit die dortige tropische Vogelwelt. Es gelang ihm, mehrere in Europa unbekannte Vogelarten Samoas aufzufinden und zu beschreiben. Von den auf der Insel lebenden 62 Vogelarten käfigte er 28 Arten, züchtete Prachtfinken und importierte europäische Finkenvögel sowie Yorkshire-Kanarien.
Während seines Aufenthaltes in Neuseeland züchtete er Finkenmischlinge, gelbe Norwich- und Yorkshire-Kanarien, deutsche Gesangskanarien, dominantweiße und gelbrote Farbenkanarien. Auch züchtete er die in Neuseeland 1908 erstmalig bei Yorkshire-Kanarien aufgetretene rezessivweiße (englischweiße) Mutation.

Mit Dr. Hans Duncker stand er in reger Korrespondenz. Aufgrund der von Dunker aufgestellten Erbangaben entwickelte Henniger 1930 sein System der 18 Kanarienvogelfarben, das er erstmalig Ende 1936 in der Fachzeitschrift „Kanaria“ (Leipzig) veröffentlichte. 

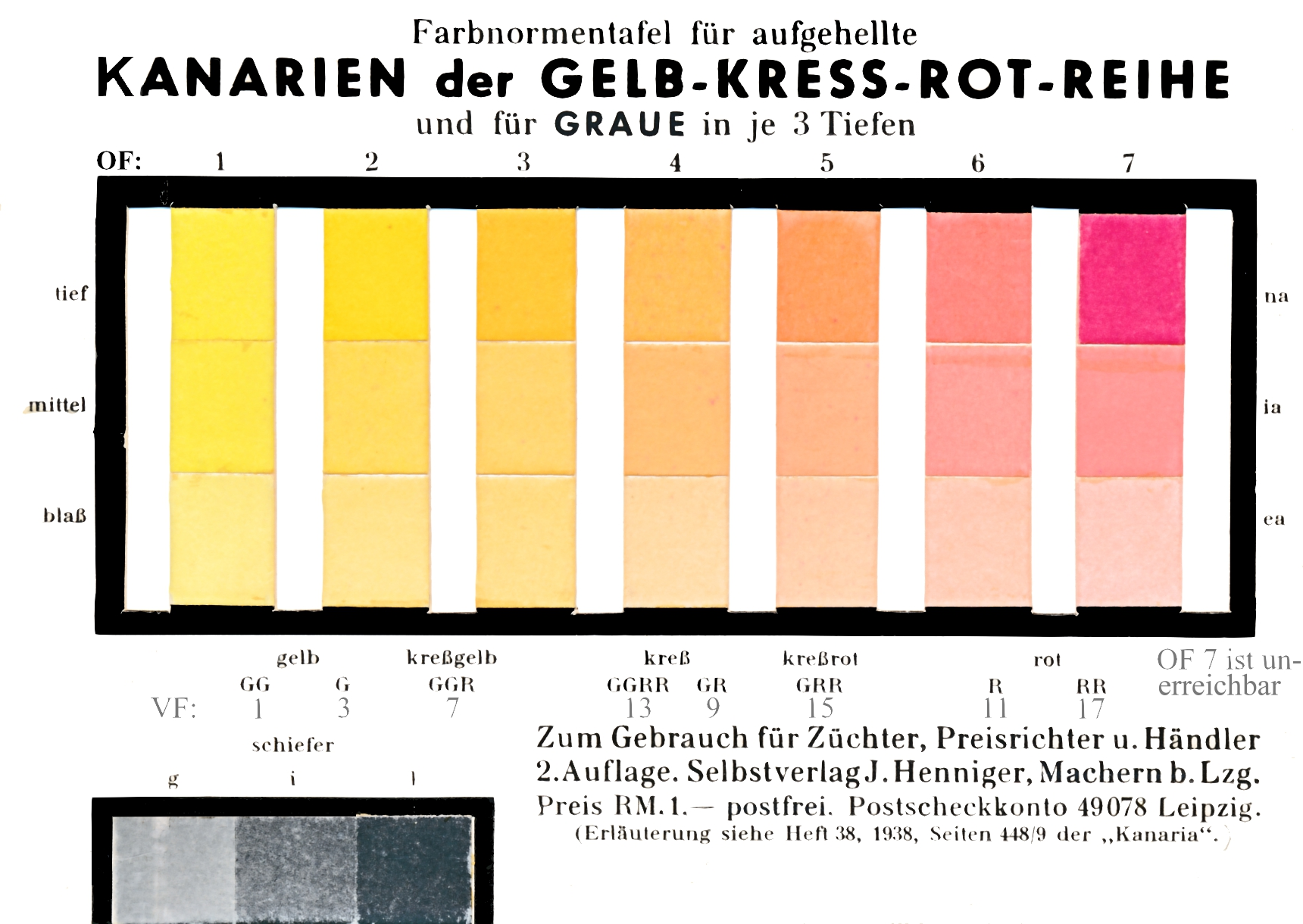
Farbnormtafel zum Messen der Lipochromfarbe in „OF“

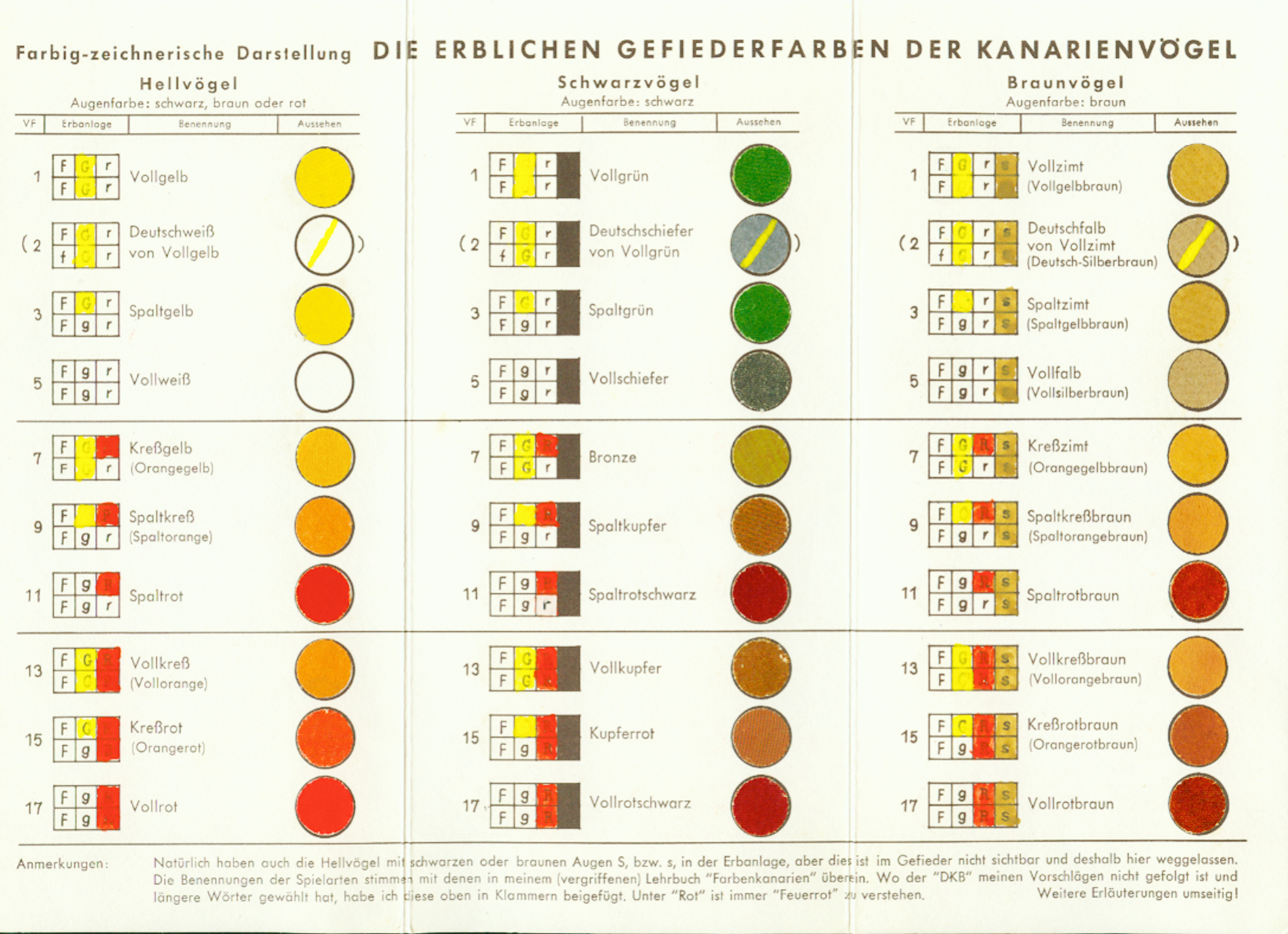
Farbkarte zur Bestimmung der Kanarienfarben

Nach seiner Rückkehr nach Deutschland beschäftigte er sich mit der Hybridzucht zwischen Kapuzenzeisig und Kanarienvogel. Ziel dieser Kreuzungen war die Erzeugung eines „feuerroten“ Kanarienvogels. Um dieses Ziel zu erreichen, entwickelte Henniger Farbnormtafeln für Farbenkanarien. Grundlage war die Farblehre von Friedrich Wilhelm Ostwald. Die weißen bis roten Kanarienfarben bezeichnete Henniger von 0 bis 7 OF (Ostwaldsche Farbnorm). Auf einer Farbenkanarienausstellung in Leipzig konnte er 1948/49 die ersten roten Farbenkanarien mit über 5 OF bewerten. Zur Bewertung der Farbenkanarien wurde die Farbnormtafel an die intensivste Gefiederregion gehalten und die OF bestimmt. Je mehr sich dieser Wert der 6 OF näherte, umso mehr Punkte konnten für „Lipochrom“ vergeben werden.
Ab 1939 war Henniger Obmann der deutschen Farben- und Mischlingskanarienzüchter. Als Preisrichter entwickelte er Schulungs- und Prüfungsunterlagen und bildete innerhalb von 25 Jahren 43 Preisrichter aus.
In zahlreichen Aufsätzen, die er in der Fachzeitschrift „Kanaria“, später im „Der Kanarienfreund“ (heute „Der Vogelfreund“) veröffentlichte, brachte er den deutschen Kanarienzüchtern seine Vererbungslehre nahe.
1962 veröffentlichte er im Selbstverlag sein Hauptwerk „Farbenkanarien - Ein Lehrbuch für Farbenkanarienzüchter, insbesondere über Farbenvererbung.“ Dieses Werk war unbestritten ein wichtiger Ausgangspunkt für den Aufschwung der Farbenkanarienzucht in Deutschland.

### Broschüren
- Farbenkanarien – Ein Lehrbuch für Farbenkanarienzüchter, insbesondere über Farbenvererbung.Eigenverlag, Maximiliansau 1962; 2. unveränderte Auflage 1968. 2009, Nachdruck durch Herausgeber Norbert Schramm. Books on Demand, Norderstädt. ISBN 978-3-8391-3176-3